# Marie-Pier Beaudet
Pour les articles homonymes, voir Beaudet.
Marie-Pier Beaudet (née le 12 décembre 1986 à Québec au Canada) est une archère canadienne.
Marie-Pier a participé aux Jeux olympiques d'été de 2004, 2008 et 2012.
Avec l'équipe canadienne, elle gagne la médaille d'argent lors des Jeux panaméricains de 2007.
Elle est récipiendaire, en 2004, de la Médaille de l'Assemblée nationale.